# Desconsol
Desconsol (en français : « Chagrin ») est une sculpture réalisée par Josep Llimona dont la première version publique est présentée en 1907 à la Ve Exposition internationale des beaux-arts de Barcelone. Elle est achetée par Domènec Sanllehy (ca), alors maire de Barcelone, qui en fait don en 1909 au musée de la ville, qui deviendra le musée national d'art de Catalogne.
On pense qu'une première version a été réalisée en 1903 en gypse, mais cette version n'a pas été conservée,.

## Histoire
Considéré comme le meilleur sculpteur du modernisme catalan, Josep Llimona fonde, avec son frère Joan, le Cercle artistique de Saint Lluc, cercle qui réunit des artistes aux fortes convictions catholiques et conservatrices, comme Antoni Gaudí. Ce groupe s'oppose aux idées rénovatrices des premiers modernistes, avec des normes strictes telles que l'interdiction du nu.
Quand, enfin, les membres du Cercle abandonnent cette contrainte, la sculpture moderniste éclot, et « Desconsol » devient la pièce emblématique. La reproduction parfaite de l'anatomie du corps féminin et, particulièrement son attitude mélancolique et chaste contribuent à renforcer ses liens avec le symbolisme.
En 1907, Llimona présente la sculpture à la Ve Exposition internationale des beaux-arts de Barcelone. Elle a beaucoup de succès, cependant Llimona remporte un prix d'honneur pour une autre œuvre présentée, élément du futur Monument au Dr Robert.
L'œuvre est acquise par le maire de Barcelone Domènec Sanllehy qui en fait don, en 1909, au musée municipal de la ville. Par la suite, la sculpture est incorporée au fonds du musée national d'art de Catalogne.

## Répliques
Plusieurs répliques ont été réalisées par Llimona de son vivant et il existe également plusieurs copies. On en dresse ci-après une liste.
La première date probablement de 1907. Elle est en marbre et d'une taille légèrement plus réduite (62 × 69 × 65 cm). Elle se trouve au musée du Prado à Madrid.
Deux répliques, l'une en gypse et l'autre en marbre, sont situées au musée Maricel (ca) de Sitges.
Une réplique en marbre de 56 × 69 × 46 cm est située au musée du modernisme catalan de Barcelone.
Une réplique en marbre de 53 × 70,5 × 53 cm fait partie de la collection Streep à Barcelone.
Une réplique en marbre (Desconsolada) de 64 × 57 × 72 cm est située au musée municipal de Viña del Mar au Chili.
En 1917, Llimona sculpte une réplique, en marbre, et d'une plus grande grande taille (122,5 × 145 × 105 cm), pour le bassin ovale du jardin créé par Jean Claude Nicolas Forestier en 1906 dans le parc de la Ciutadella, à l'emplacement de l'ancienne place d'Armes de la citadelle.
Malmenée par la pollution, une copie légèrement plus grande (119 × 165 × 128 cm) est réalisée en 1982 et installée en 1984. L'œuvre originale de 1917 est alors conservée au musée d'art moderne situé dans le palais du Parlement de Catalogne. Plus tard, sans doute à la fermeture en 2004 du musée d'art moderne, l'original est transféré au musée national d'art de Catalogne où il est actuellement conservé dans les réserves.
Une réplique en bronze avec un piédestal en marbre a également été réalisée et présentée en 1934 à l'occasion de l'exposition en hommage à Josep Llimona à la galerie Parés (ca) de Barcelone.
Une copie en marbre de l'œuvre de 1907 est exposée depuis 1947 à la Capitainerie générale de Catalogne,,,
Une deuxième copie de l'œuvre de 1917 (la première est celle installée dans le parc de la Ciutadella), qui date également de 1982, a été offerte à la ville de Boston pour commémorer le jumelage des deux villes.
Une troisième copie de l'œuvre de 1917, qui date de 1991, faite par Grau Mestres se trouve dans le patio de la maison-musée du peintre Joaquim Torrents (ca) à Palma.